# Gnophos aereus
Gnophos aereus är en fjärilsart som beskrevs av Butler 1886. Gnophos aereus ingår i släktet Gnophos och familjen mätare. Inga underarter finns listade i Catalogue of Life.